# حزب التحالف الكيني
حزب التحالف الكيني كان حزباً سياسياً في كينيا.

## التاريخ
تأسس الحزب من قبل الوزير كيرايتو مورونجي في عام 2012، في محاولة لإنشاء حزب يدعم أوهورو كينياتا في محاولته لخلافة الرئيس مواي كيباكي.  ومع ذلك، اختار كينياتا تشكيل حزبه الخاص، التحالف الوطني. لم يكن الحزب رسميًا جزءًا من تحالف اليوبيل، لكنه دعم محاولة كينياتا في الانتخابات الرئاسية لعام 2013. 
في عام 2016 اندمج الحزب في حزب اليوبيل. 